# Dover Seaways
Die Dover Seaways ist ein 2006 als Maersk Dover in Dienst gestelltes Fährschiff der Reederei DFDS Seaways, das unter diesem Namen seit 2010 auf der Strecke von Dover nach Dunkerque im Einsatz ist.

## Geschichte
Die Maersk Dover lief am 24. Oktober 2005 unter der Baunummer 1574 in der Werft der Samsung Shipyard in Geoje vom Stapel. Die Ablieferung an die Norfolkline erfolgte nach der Überführungsfahrt nach Dover über Singapur, Salala, den Sueskanal und Algeciras am 21. Juni 2006, die Indienststellung zwischen Dunkerque und Dover am 23. Juli 2006. Das Schiff war die dritte und letzte abgelieferte Einheit der Mærsk D-Klasse.
Im Juli 2010 wurde die Norfolkline von DFDS übernommen und aufgelöst. Die Maersk Dover erhielt den neuen Namen Dover Seaways, an der Einsatzstrecke von Dover nach Dunkerque änderte sich hierdurch nichts.
Am 9. November 2014 kollidierte die Dover Seaways beim Ablegen in Dover mit der Hafenmauer. Mehrere Passagiere wurden dabei leicht verletzt, vier davon mussten in einem Krankenhaus behandelt werden. Ursache für den Unfall war ein Navigationsfehler. Nach Reparaturen konnte das Schiff am 21. November 2014 wieder den Dienst aufnehmen.